# 4 Heures d'Hockenheim FIA GT 1997
Navigation
Édition suivante
Les 4 Heures d'Hockenheim 1997 FIA GT, disputées le 13 avril 1997 sur le circuit d'Hockenheim, est la première épreuve du championnat FIA GT en 1997.

## Course

### Classement de la course
| Pos. | Catégorie | N° | Écurie                              | Pilotes                                                | Châssis                 | Moteur                        | Pneus | Tours/Abandon |
| 1    | GT1       | 8  | BMW Motorsport Schnitzer Motorsport | JJ Lehto Steve Soper                                   | McLaren F1 GTR          | BMW S70 6,0 L V12             | M     | 113           |
| 2    | GT1       | 3  | Gulf Team Davidoff GTC Racing       | Jean-Marc Gounon Pierre-Henri Raphanel                 | McLaren F1 GTR          | BMW S70 6,0 L V12             | M     | 113           |
| 3    | GT1       | 2  | Gulf Team Davidoff GTC Racing       | Thomas Bscher John Nielsen                             | McLaren F1 GTR          | BMW S70 6,0 L V12             | M     | 112           |
| 4    | GT1       | 6  | Porsche AG                          | Hans-Joachim Stuck Thierry Boutsen                     | Porsche 911 GT1         | Porsche 3,2 L Turbo Flat-6    | M     | 112           |
| 5    | GT1       | 16 | Roock Racing                        | Ralf Kelleners Yannick Dalmas                          | Porsche 911 GT1         | Porsche 3,2 L Turbo Flat-6    | M     | 111           |
| 6    | GT1       | 18 | Schübel Rennsport                   | Pedro Lamy Bob Wollek                                  | Porsche 911 GT1         | Porsche 3,2 L Turbo Flat-6    | M     | 110           |
| 7    | GT1       | 22 | BMS Scuderia Italia                 | Pierluigi Martini Christian Pescatori                  | Porsche 911 GT1         | Porsche 3,2 L Turbo Flat-6    | P     | 110           |
| 8    | GT1       | 21 | Kremer Racing                       | Christophe Bouchut Klaus Ludwig Carl Rosenblad         | Porsche 911 GT1         | Porsche 3,2 L Turbo Flat-6    | G     | 110           |
| 9    | GT1       | 17 | JB Racing                           | Emmanuel Collard Jürgen von Gartzen                    | Porsche 911 GT1         | Porsche 3,2 L Turbo Flat-6    | M     | 109           |
| 10   | GT2       | 51 | Viper Team Oreca                    | Olivier Beretta Philippe Gache                         | Chrysler Viper GTS-R    | Chrysler 8,0 L V10            | M     | 105           |
| 11   | GT1       | 4  | David Price Racing                  | Andy Wallace James Weaver                              | Panoz Esperante GTR-1   | Ford (Roush) 6,0 L V8         | G     | 105           |
| 12   | GT2       | 52 | Viper Team Oreca                    | Tommy Archer Justin Bell                               | Chrysler Viper GTS-R    | Chrysler 8,0 L V10            | M     | 104           |
| 13   | GT2       | 56 | Roock Racing                        | Claudia Hürtgen Bruno Eichmann Ni Amorim               | Porsche 911 GT2 (993)   | Porsche 3,6 L Turbo Flat-6    | M     | 104           |
| 14   | GT1       | 25 | BBA Compétition                     | Jean-Luc Maury-Laribière Olivier Thévenin              | McLaren F1 GTR          | BMW S70 6,0 L V12             | D     | 104           |
| 15   | GT2       | 68 | Rennsport Italia                    | Angelo Zadra Marco Brand Leonardo Maddalena            | Porsche 911 GT2         | Porsche 3,6 L Turbo Flat-6    | ?     | 102           |
| 16   | GT1       | 19 | Martin Veyhle Racing                | Gerd Ruch Alexander Burgstaller Alexander Grau         | McLaren F1 GTR          | BMW S70 6,0 L V12             | G     | 102           |
| 17   | GT2       | 67 | Konrad Motorsport                   | Michel Ligonnet Toni Seiler Marco Spinelli             | Porsche 911 GT2 (993)   | Porsche 3,6 L Turbo Flat-6    | P     | 101           |
| 18   | GT2       | 63 | Krauss Motorsport                   | Bernhard Müller Michael Trunk                          | Porsche 911 GT2         | Porsche 3,6 L Turbo Flat-6    | P     | 101           |
| 19   | GT2       | 72 | Elf Haberthur Racing                | Jean-Claude Lagniez Guy Martinolle                     | Porsche 911 GT2 (993)   | Porsche 3,6 L Turbo Flat-6    | D     | 100           |
| 20   | GT2       | 64 | Kremer Racing                       | Tomás Saldaña Alfonso de Orléans                       | Porsche 911 GT2 (993)   | Porsche 3,6 L Turbo Flat-6    | G     | 100           |
| 21   | GT2       | 73 | Seikel Motorsport                   | Ruggero Grassi Renato Mastropietro (en) Fred Rosterg   | Porsche 911 GT2 (993)   | Porsche 3,6 L Turbo Flat-6    | ?     | 99            |
| 22   | GT2       | 69 | Proton Competition                  | Gerold Ried Ernst Gschwender Patrick Vuillaume         | Porsche 911 GT2 (993)   | Porsche 3,6 L Turbo Flat-6    | P     | 99            |
| 23   | GT2       | 58 | Estoril Racing                      | Manuel Monteiro Michel Monteiro                        | Porsche 911 GT2 (993)   | Porsche 3,6 L Turbo Flat-6    | ?     | 98            |
| 24   | GT2       | 62 | Stadler Motorsport                  | Uwe Sick Denis Lay Axel Röhr                           | Porsche 911 GT2 (993)   | Porsche 3,6 L Turbo Flat-6    | P     | 98            |
| 25   | GT2       | 57 | Roock Racing                        | François Lafon Jean-Marc Smadja Stéphane Ortelli       | Porsche 911 GT2 (993)   | Porsche 3,6 L Turbo Flat-6    | M     | 96            |
| 26   | GT2       | 70 | Dellenbach Motorsport               | Rainer Bonnetsmüller Günther Blieninger Manfred Jurasz | Porsche 911 GT2 (993)   | Porsche 3,6 L Turbo Flat-6    | D     | 89            |
| 27   | GT1       | 10 | AMG-Mercedes                        | Alessandro Nannini Marcel Tiemann                      | Mercedes-Benz CLK GTR   | Mercedes-Benz LS600 6,0 L V12 | B     | 89            |
| 28   | GT2       | 53 | Chamberlain Engineering             | Hans Hugenholtz Jari Nurminen                          | Chrysler Viper GTS-R    | Chrysler 8,0 L V10            | G     | 76            |
| Nc.  | GT2       | 66 | Konrad Motorsport                   | Franz Konrad Philipp Peter Uwe Alzen                   | Porsche 911 GT2         | Porsche 3,6 L Turbo Flat-6    | P     | 75            |
| Abd. | GT1       | 1  | Gulf Team Davidoff GTC Racing       | Ray Bellm Andrew Gilbert-Scott                         | McLaren F1 GTR          | BMW S70 6,0 L V12             | M     | 57            |
| Abd. | GT2       | 60 | Marcos Racing International         | Toon van de Haterd Bert Ploeg                          | Marcos LM600            | Chevrolet 5,9 L V8            | D     | 48            |
| Abd. | GT1       | 13 | GT1 Lotus Racing Giroix Racing      | Fabien Giroix Jean-Denis Delétraz                      | Lotus Elise GT1         | Chevrolet LT5 6,0 L V8        | P     | 47            |
| Abd. | GT1       | 32 | Graham Racing                       | Eric Graham David Velay                                | Venturi 600LM           | Renault PRV 3,0 L Turbo V6    | ?     | 44            |
| Abd. | GT1       | 23 | GBF UK Ltd.                         | Luca Badoer Mimmo Schiattarella Mauro Martini          | Lotus Elise GT1         | Lotus 3,5 L Turbo V8          | M     | 42            |
| Abd. | GT2       | 65 | RWS                                 | Wolfgang Münster Raffaele Sangiuolo Luca Riccitelli    | Porsche 911 GT2 (993)   | Porsche 3,6 L Turbo Flat-6    | ?     | 41            |
| Abd. | GT1       | 20 | DAMS Panoz                          | Éric Bernard Franck Lagorce                            | Panoz Esperante GTR-1   | Ford (Roush) 6,0 L V8         | M     | 39            |
| Abd. | GT1       | 15 | GT1 Lotus Racing Giroix Racing      | Jérôme Policand Maurizio Sandro Sala                   | Lotus Elise GT1         | Chevrolet LT5 6,0 L V8        | P     | 37            |
| Abd. | GT1       | 9  | BMW Motorsport Schnitzer Motorsport | Peter Kox Roberto Ravaglia                             | McLaren F1 GTR          | BMW S70 6,0 L V12             | M     | 29            |
| Abd. | GT2       | 50 | Agusta Racing Team                  | Rocky Agusta Almo Coppelli                             | Callaway Corvette LM-GT | Chevrolet 6,3 L V8            | D     | 27            |
| Abd. | GT1       | 31 | Karl Augustin                       | Karl Augustin Horst Felbermayr, Sr. Stefano Buttiero   | Porsche P11 GT2 Evo     | Porsche 3,6 L Turbo Flat-6    | G     | 24            |
| Abd. | GT1       | 14 | GT1 Lotus Racing Giroix Racing      | Jan Lammers Mike Hezemans                              | Lotus Elise GT1         | Chevrolet LT5 6,0 L V8        | P     | 23            |
| Abd. | GT2       | 59 | Marcos Racing International         | Cor Euser Harald Becker                                | Marcos LM600            | Chevrolet 5,9 L V8            | D     | 23            |
| Abd. | GT2       | 61 | Stadler Motorsport                  | Enzo Calderari Lilian Bryner                           | Porsche 911 GT2 (993)   | Porsche 3,6 L Turbo Flat-6    | P     | 9             |
| Abd. | GT1       | 11 | AMG-Mercedes                        | Bernd Schneider Alexander Wurz                         | Mercedes-Benz CLK GTR   | Mercedes-Benz LS600 6,0 L V12 | B     | 5             |
| Abd. | GT2       | 55 | Karl Augustin                       | Hans-Jörg Hofer Helmut Reis Wido Rössler               | Porsche 911 GT2 (993)   | Porsche 3,6 L Turbo Flat-6    | G     | 3             |
| Np.  | GT1       | 5  | David Price Racing                  | David Brabham Perry McCarthy                           | Panoz Esperante GTR-1   | Ford (Roush) 6,0 L V8         | G     | –             |
| Np.  | GT2       | 71 | GT Racing Team                      | Luigino Pagatto Luca Drudi                             | Porsche 911 GT2 (993)   | Porsche 3,6 L Turbo Flat-6    | ?     | –             |